# Capella del Roser (Talavera)
La Capella del Roser és una obra de Talavera (Segarra) inclosa a l'Inventari del Patrimoni Arquitectònic de Catalunya.

## Descripció
Antiga capella del Roser situada dins del clos murallat d'època medieval. L'aspecte actual es de ruïna i amb poc temps desaparició, puix que no conserva cap estructura interna ni la coberta. Tan sols resta dempeus, algun tram de mur de la paret dreta i el portal d'accés a la façana principal. Aquests portal està format per un arc de mig punt adovellat. El paredat dels murs encara existents i les dovelles que formen l'estructura de la porta d'accés és de pedra local molt erosionada amb el pas del temps.